# Teoria formelor
Teoria formelor este cunoscută mai ales prin opera lui Platon și critica ei adusă de Aristotel. Teoria este de natură ontologică, în sensul ca ea răspunde la problema ființei si a ființărilor.

## Termenul de formă
Pentru a înțelege teoria formelor (ideilor) trebuie înțeles termenul de formă. Înțelegerea termenului este însă destul de dificilă datorită distanței în mentalități între înțelegerea greacă și mentalitatea noastră contemporană.
Vom începe de la termenul grecesc pentru formă. Termenul uzual pentru formă în greacă este "μορφη" . Acest termen indică exact ceea ce înțelegem și noi formă, adică înfățișarea unui lucru. Însă el nu descrie în mod corespunzător ceea ce înțelegea Platon prin „formă”. Termenul corespunzător este "ειδος" (eidos), tradus in limba română în mod oarecum forțat tot prin formă.